# 6.ª edición de los Crunchyroll Anime Awards
La 6.ª edición de los Crunchyroll Anime Awards se llevó a cabo el 9 de febrero de 2022, en honor a la excelencia en el anime de 2021. Crunchyroll abrió las nominaciones públicas para jueces el 14 de octubre de 2021, hasta el 20 de octubre. El 16 de diciembre, Crunchyroll reveló la lista de jueces. Los nominados se anunciaron el 18 de enero. La votación finalizó el 25 de enero. Los ganadores se anunciaron el 9 de febrero.
Esta edición presenta 26 categorías, incluidas nuevas categorías de actuación de voz para alemán, francés, español (América Latina), español (España), portugués y ruso. Mejor Romance también se agregó por primera vez. Se restablecieron las categorías Mejor Acción y Mejor Película. Sin embargo, Mejor Pareja se eliminó.

## Ganadores y nominados
Jujutsu Kaisen recibió 16 nominaciones, con Shingeki no Kyojin: The Final Season Part 1, Odd Taxi y Wonder Egg Priority recibiendo 11. Jujutsu Kaisen fue nominado nuevamente como Anime del año, después de haberlo ganado previamente. También recibió dos nominaciones a Mejor Escena de Lucha. Su protagonista, Yuji Itadori, volvió a ser nominado. Park Sung-hoo, el director de la serie, fue nominado nuevamente a Mejor Director. Eren Jaeger de Shingeki no Kyojin fue nominado a Mejor Protagonista y Antagonista. Tokyo Revengers recibió dos nominaciones a Mejor Chico. Jujutsu Kaisen, Kimetsu no Yaiba y Kobayashi-san Chi no Maid Dragon fueron nominados nuevamente a Mejor Animación. Yuki Kajiura y Go Shiina fueron nominados nuevamente a Mejor Banda Sonora, junto con Satoru Kōsaki e Hiroyuki Sawano, recibiendo este último su tercera nominación al premio. Shingeki no Kyojin y Beastars ambos recibieron nominaciones a Mejor Secuencia de Apertura y Mejor Secuencia de Cierre. Los ganadores anteriores Fruits Basket y Kobayashi-san Chi no Maid Dragon S también fueron nominados a Mejor Drama y Mejor Comedia respectivamente, y el primero recibió su tercera nominación para el premio.
Las nominaciones de Shōnen dominaron los premios, con Jujutsu Kaisen ganando seis. Sin embargo, Shingeki no Kyojin ganó el Anime del año. Bojji de Ōsama Ranking ganó como Mejor Personaje Masculino, mientras que Nobara Kugisaki de Jujutsu Kaisen ganó como Mejor Personaje Femenino. Odokawa de Odd Taxi ganó como Mejor Protagonista, mientras que Eren Jaeger de Shingeki no Kyojin ganó como Mejor Antagonista. Baku Kinoshita, director de Odd Taxi, ganó como Mejor Director. Kimetsu no Yaiba: Mugen Ressha-hen (Versión TV) ganó Mejor Animación y Mejor Banda Sonora. Yūki Kaji ganó Mejor Interpretación de Voz (Japonés), mientras que David Wald ganó Mejor Interpretación de Voz (Inglés). René Dawn-Claude, Enzo Ratsito, Irwin Daayán, Marcel Navarro, Leo Rabelo e Islam Gandzhaev ganaron la Mejor Interpretación de Voz inaugural para alemán, francés, español (América Latina), español (España), portugués y ruso, respectivamente. "Boku no Sensou" ganó como Mejor Secuencia de Apertura, mientras que "Shirogane" ganó como Mejor Secuencia de Cierre. Jujutsu Kaisen ganó Mejor Acción, Komi-san wa, Komyushō desu. ganó Mejor Comedia, Fumetsu no Anata e ganó Mejor Drama, Horimiya ganó Mejor Romance y Tensei shitara Slime Datta Ken (Temporada 2) ganó Mejor Fantasía. La película Kimetsu no Yaiba: Mugen Ressha-hen (Película) ganó como Mejor Película.

### Categorías
Indica el ganador dentro de cada categoría, mostrado al principio y resaltado en negritas. A continuación se listan los nominados y ganadores de los Crunchyroll Anime Awards:
| Anime del Año - Shingeki no Kyojin: The Final Season Part 1 — MAPPA - 86: Eighty-Six — A-1 Pictures - Jujutsu Kaisen — MAPPA - Odd Taxi — OLM, Inc. & P.I.C.S. - Ōsama Ranking — Wit Studio - Sonny Boy — Madhouse | Mejor Personaje Masculino - Bojji — Ōsama Ranking - Senku Ishigami — Dr. Stone (Temporada 2) - Izumi Miyamura — Horimiya - Odokawa — Odd Taxi - Ken 'Draken' Ryuguji — Tokyo Revengers - Manjiro 'Mikey' Sano — Tokyo Revengers |
| Mejor Personaje Femenino - Nobara Kugisaki – Jujutsu Kaisen - Tohru Honda — Fruits Basket The Final Season - Shoko Komi — Komi-san wa, Komyushō desu. - Vladilena Milizé — 86: Eighty-Six - Ai Ohto — Wonder Egg Priority - Sarasa Watanabe – Kageki Shoujo!! | Mejor Protagonista - Odokawa — Odd Taxi - Bojji — Ōsama Ranking - Yuji Itadori — Jujutsu Kaisen - Eren Jaeger — Shingeki no Kyojin: The Final Season Part 1 - Joe — Megalobox 2: Nomad - Ai Ohto — Wonder Egg Priority |
| Mejor Antagonista - Eren Jaeger — Shingeki no Kyojin: The Final Season Part 1 - Echidna — Re:Zero kara Hajimeru Isekai Seikatsu (Temporada 2) - Tetta Kisaki — Tokyo Revengers - Tomura Shigaraki — My Hero Academia (temporada 5) - Ainosuke Shindo — SK∞ the Infinity - Yano — Odd Taxi | Mejor Escena de Combate - Yuji Itadori & Nobara Kugisaki vs. Eso & Kechizu — Jujutsu Kaisen - Eren Jaeger vs. Titán Marillo de Guerra — Shingeki no Kyojin: The Final Season Part 1 - Naruto Uzumaki vs. Isshiki Otsutsuki — Boruto: Naruto Next Generations - Yuji Itadori & Aoi Todo vs. Hanami — Jujutsu Kaisen - Elma vs. Tohru — Kobayashi-san Chi no Maid Dragon S - Vivy vs. Yugo Kakitani — Vivy: Fluorite Eye's Song                     |
| Mejor Director - Baku Kinoshita — Odd Taxi - Yuichiro Hayashi — Shingeki no Kyojin: The Final Season Part 1 - Yo Moriyama — Megalobox 2: Nomad - Shingo Natsume — Sonny Boy - Park Sung-hoo — Jujutsu Kaisen - Shin Wakabayashi — Wonder Egg Priority | Mejor Animación - Kimetsu no Yaiba: Mugen Ressha-hen (Versión TV) — Ufotable - Jujutsu Kaisen — MAPPA - Kobayashi-san Chi no Maid Dragon S — Kyoto Animation - Mushoku Tensei: Isekai Ittara Honki Dasu — Studio Bind - Vivy: Fluorite Eye's Song — Wit Studio - Wonder Egg Priority — CloverWorks |
| Mejor Diseño de Personajes - Tadashi Hiramatsu, diseño original por Gege Akutami — Jujutsu Kaisen - Michinori Chiba — SK∞ the Infinity - Baku Kinoshita y Hiromi Nakayama — Odd Taxi - loundraw y Yuichi Takahashi — Vivy: Fluorite Eye's Song - Atsuko Nozaki — Ōsama Ranking - Saki Takahashi — Wonder Egg Priority | Mejor Banda Sonora - Yuki Kajiura y Go Shiina — Kimetsu no Yaiba: Mugen Ressha-hen (Versión TV) - DÉ DÉ MOUSE y Mito — Wonder Egg Priority - Satoru Kōsaki — Vivy: Fluorite Eye's Song - Mabanua — Megalobox 2: Nomad - PUNPEE, VaVa, y OMSB — Odd Taxi - Hiroyuki Sawano y Kohta Yamamoto — 86: Eighty-Six |
| Mejor Interpretación de Voz (Japonés) - Yuki Kaji como Eren Jaeger — Shingeki no Kyojin: The Final Season Part 1 - Ayane Sakura como Gabi Braun — Shingeki no Kyojin: The Final Season Part 1 - Kiyoshi Kobayashi como Daisuke Jigen (ep. 0) — Lupin the Third Part 6 - Aoi Yūki como Kumoko - Kumo desu ga, Nani ka? - Natsuki Hanae como Odokawa — Odd Taxi - Kanata Aikawa como Ai Ohto — Wonder Egg Priority                                                            | Mejor Interpretación de Voz (Inglés) - David Wald como Ainosuke Shindo — SK∞ the Infinity - Brittany Cox como Fena — Fena: Pirate Princess - Laura Bailey como Tohru Honda — Fruits Basket The Final Season - Adam McArthur como Yuji Itadori — Jujutsu Kaisen - Matt Shipman como Reki Kyan — SK∞ the Infinity - Anairis Quiñones como Rika Kawai — Wonder Egg Priority                                                                          |
| Mejor Interpretación de Voz (Alemán) - René Dawn-Claude como Satoru Gojo - Jujutsu Kaisen - Florian Knorn como Tai Yagami — Digimon Adventure: Last Evolution Kizuna - Rieke Werner como Sakura Matou — Fate/stay night: Heaven's Feel III. spring song - Marios Gavrilis como Dio Brando — Jojo’s Bizarre Adventure: Phantom Blood - Tommy Morgenstern como Galo Thymos — Promare - Torsten Münchow como Conde de Monte Cristo — Gankutsuou: The Count of Monte Cristo     | Mejor Interpretación de Voz (Francés) - Enzo Ratsito como Tanjiro Kamado — Kimetsu no Yaiba: Mugen Ressha-hen (Versión TV) - Mark Lesser como Satoru Gojo — Jujutsu Kaisen - Alexis Thomassian como Kage — Ōsama Ranking - Brieuc Lemaire como Vanitas — Vanitas no Carte - Nancy Philippot como Raphtalia — The Rising of the Shield Hero - Olivier Premel como Takemichi Hanagaki — Tokyo Revengers                                             |
| Mejor Interpretación de Voz (LATAM) - Irwin Daayán como Kyojuro Rengoku — Kimetsu no Yaiba: Mugen Ressha-hen (Versión TV) - José Vilchis como Spike Spiegel — Cowboy Bebop - Victor Ugarte como Shinji Ikari — Evangelion 3.0+1.0 Thrice Upon a Time - José Gilberto Vilchis como Satoru Gojo - Jujutsu Kaisen - Jessica Ángeles como Kaguya Shinomiya — Kaguya-sama wa Kokurasetai: Tensai-tachi no Ren'ai Zunōsen - Romina Marroquín como Kumoko — Kumo desu ga, Nani ka? | Mejor Interpretación de Voz (España) - Marcel Navarro como Tanjiro Kamado — Kimetsu no Yaiba: Mugen Ressha-hen (Película) - Blanca Rada como Tai Yagami — Digimon Adventure: Last Evolution Kizuna - Albert Trifol Segarra como Shinji Ikari — Evangelion 3.0+1.0 Thrice Upon a Time - Adelaida López como Usagi Tsukino — Sailor Moon Eternal - Blanca Hualde (Neri) como Brunhilde — Shūmatsu no Valkyrie - Marc Zanni como Tatsu — Gokushufudo |
| Mejor Interpretación de Voz (Portugués) - Leo Rabelo como Satoru Gojo — Jujutsu Kaisen - Hannah Buttel como Vladilena Milizé — 86: Eighty-Six - Amanda Brigido como Nobara Kugisaki — Jujutsu Kaisen - Carol Valença como Monkey D. Luffy — One Piece - Luísa Viotti como Echidna — Re:Zero kara Hajimeru Isekai Seikatsu (Temporada 2) - Luiz Sergio Vieira como Takemichi Hanagaki — Tokyo Revengers                                                                      | Mejor Interpretación de Voz (Ruso) - Islam Gandzhaev como Tanjiro Kamado — Kimetsu no Yaiba: Mugen Ressha-hen (Película) - Vlad Tokarev como Eren Jaeger — Shingeki no Kyojin: The Final Season Part 1 - Olga Matskevich como Mire Yoshizuki — Majo Minarai wo Sagashite - Polina Rtischeva como Monkey D. Luffy — One Piece - Elizaveta Sheikh como Kumoko — Kumo desu ga, Nani ka? - Tatyana Shamarina como Vivy — Vivy: Fluorite Eye's Song    |
| Mejor Secuencia de Apertura - "Boku no Sensou" por Shinsei Kamattechan — Shingeki no Kyojin: The Final Season Part 1 - "Kaibutsu" por Yoasobi — Beastars (Temporada 2) - "Vivid Vice" por Who-ya Extended — Jujutsu Kaisen - "Ai no Supreme!" por Fhána — Kobayashi-san Chi no Maid Dragon S - "ODDTAXI" por Skirt y PUNPEE — Odd Taxi - "Cry Baby" por Official Hige Dandism — Tokyo Revengers                                                                             | Mejor Secuencia de Cierre - "Shirogane" por LiSA — Kimetsu no Yaiba: Mugen Ressha-hen (Versión TV) - "Shogeki" por Yuko Ando — Shingeki no Kyojin: The Final Season Part 1 - "Yasashii Suisei" por Yoasobi — Beastars (Temporada 2) - "Nai Nai" por Reona — Shadows House - "Infinity" por YUURI — SK∞ the Infinity - "Ganbare! Kumoko-san no Theme" por Aoi Yūki — Kumo desu ga, Nani ka?                                                        |
| Mejor Acción - Jujutsu Kaisen — MAPPA - Shingeki no Kyojin: The Final Season Part 1 — MAPPA - Kimetsu no Yaiba: Mugen Ressha-hen (Versión TV) — Ufotable - SSSS.Dynazenon — Studio Trigger - Vivy: Fluorite Eye's Song — Wit Studio - Wonder Egg Priority — CloverWorks | Mejor Comedia - Komi-san wa, Komyushō desu. — OLM - Ijiranaide, Nagatoro-san — Telecom Animation Film - Tenchi souzou design-bu — Asahi Production - Uramichi Oniisan — Studio Blanc - Kobayashi-san Chi no Maid Dragon S— Kyoto Animation - Odd Taxi — OLM y P.I.C.S |
| Mejor Drama - Fumetsu no Anata e — Brain's Base - 86: Eighty-Six — A-1 Pictures - Fruits Basket The Final Season — TMS Entertainment - Kageki Shoujo!! — Pine Jam - Odd Taxi — OLM y P.I.C.S - Wonder Egg Priority — CloverWorks | Mejor Romance - Horimiya — CloverWorks - Beastars (Temporada 2) — Orange - Fruits Basket The Final Season — TMS Entertainment - Ijiranaide, Nagatoro-san — Telecom Animation Film - Komi-san wa, Komyushō desu. — OLM - Shinigami Bocchan to Kuro Maid — J.C.Staff |
| Mejor Fantasía - Tensei shitara Slime Datta Ken (Temporada 2) — 8-Bit - Mushoku Tensei: Isekai Ittara Honki Dasu — Studio Bind - Ōsama Ranking — Wit Studio - Vanitas no Carte — Bones - Fumetsu no Anata e — Brain's Base - Wonder Egg Priority — CloverWorks | Mejor Película - Kimetsu no Yaiba: Mugen Ressha-hen (Película) — Ufotable - Belle — Studio Chizu - Evangelion 3.0+1.0 Thrice Upon a Time — Khara - Joze to Tora to Sakanatachi — Bones - Shirobako Movie — P.A. Works - Words Bubble Up Like Soda Pop — Signal.MD y Sublimation |
| Fuente: | |

## Estadísticas

### Anime con múltiples nominaciones
| Nominaciones | Anime                                               |
| ------------ | --------------------------------------------------- |
| 16           | Jujutsu Kaisen                                      |
| 11           | Shingeki no Kyojin: The Final Season Part 1         |
| 11           | Odd Taxi                                            |
| 11           | Wonder Egg Priority                                 |
| 6            | Ōsama Ranking                                       |
| 6            | Tokyo Revengers                                     |
| 6            | Vivy: Fluorite Eye's Song                           |
| 5            | 86: Eighty-Six                                      |
| 5            | Kimetsu no Yaiba: Mugen Ressha-hen (Versión TV)     |
| 5            | SK∞ the Infinity                                    |
| 4            | Kimetsu no Yaiba: Mugen Ressha-hen (Película)       |
| 4            | Fruits Basket The Final Season                      |
| 4            | Kobayashi-san Chi no Maid Dragon S                  |
| 4            | Kumo desu ga, Nani ka?                              |
| 3            | Beastars (Temporada 2)                              |
| 3            | Evangelion: 3.0+1.0 Thrice Upon a Time              |
| 3            | Komi-san wa, Komyushō desu.                         |
| 3            | Megalobox 2: Nomad                                  |
| 2            | Digimon Adventure: Last Evolution Kizuna            |
| 2            | Ijiranaide, Nagatoro-san                            |
| 2            | Horimiya                                            |
| 2            | Kageki Shoujo!!                                     |
| 2            | Mushoku Tensei: Isekai Ittara Honki Dasu            |
| 2            | One Piece                                           |
| 2            | Re:Zero kara Hajimeru Isekai Seikatsu (Temporada 2) |
| 2            | Sonny Boy                                           |
| 2            | Vanitas no Carte                                    |
| 2            | Fumetsu no Anata e                                  |

### Anime con múltiples victorias
| Gana | Anime                                           |
| ---- | ----------------------------------------------- |
| 6    | Jujutsu Kaisen                                  |
| 5    | Kimetsu no Yaiba: Mugen Ressha-hen (Versión TV) |
| 4    | Shingeki no Kyojin: The Final Season Part 1     |
| 3    | Kimetsu no Yaiba: Mugen Ressha-hen (Película)   |
| 2    | Odd Taxi                                        |